# Yunmeng
Der Kreis Yunmeng (云梦县; Pinyin: Yúnmèng Xiàn) ist ein Kreis in der chinesischen Provinz Hubei. Er gehört zum Verwaltungsgebiet der bezirksfreien Stadt Xiaogan. Yunmeng hat eine Fläche von 605,2 Quadratkilometern und zählt 537.400 Einwohner (Stand: Ende 2019). Sein Hauptort ist die Großgemeinde Chengguan (城关镇).

## Administrative Gliederung
Auf Gemeindeebene setzt sich der Kreis aus neun Großgemeinden und drei Gemeinden zusammen. 